# 扬·康斯坦丁·布勒蒂亚努

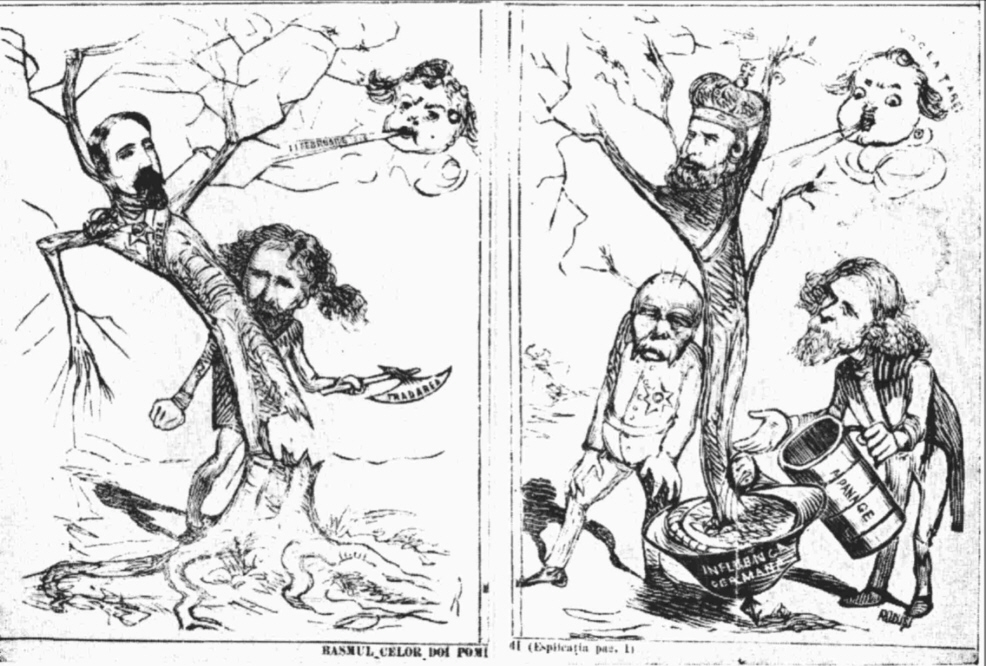
反王朝卡通, Ghimpele出版, 1872. 左侧: 布勒蒂亚努背叛库扎亲王; 右侧: 卡罗尔一世, 由奥托·冯·俾斯麦和布勒蒂亚努支持，喂养了德国的影响力和经济特权

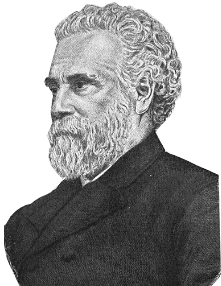
扬·康斯坦丁·布勒蒂亚努在暮年

扬·康斯坦丁·布勒蒂亚努（Ion C. Brătianu） (羅馬尼亞語發音：[iˈon brətiˈanu]; 1821年6月2日—1891年5月16日) 罗马尼亚政治家，长期担任首相，是现代罗马尼亚的主要缔造者之一。

## 生平

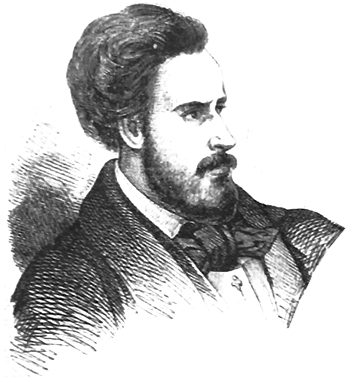
布勒蒂亚努在1848年，临时政府成员的画像

曾在布加勒斯特参加1848年革命。后退居巴黎，为摩尔多瓦和瓦拉几亚合并和自治而奔走。他创立罗马尼亚自由党，1866年推举库扎亲王为罗马尼亚大公，曾任财政大臣，在制定1866年宪法时起过重要作用。1876-1888年（1881年有短期中断）任罗马尼亚首相，宪法改革和土地改革以及布勒蒂亚努的个人品质为他的独裁、政府腐败挽回一些声誉。1883年与德国和奥匈帝国结盟。1888年辞职。
他是迪米特里·布勒蒂亚努的弟弟，哥哥迪米特里和儿子扬·约内尔·布勒蒂亚努、迪努·布勒蒂亚努和温蒂勒·布勒蒂亚努除迪努外都曾担任过罗马尼亚首相。扬·康斯坦丁·布勒蒂亚努也是罗马尼亚诗人扬·皮拉特的外祖父。
布勒蒂亚努除了是一个政治家外，还是一名作家，他的著作有：法语政治小册子：
- Mémoire sur l'empire d'Autriche dans la question d'Orient ("Account of the Austrian Empire in the Oriental Issue", 1855),
- Réflexions sur la situation ("Musings on the Situation", 1856),
- Mémoire sur la situation de la Moldavie depuis le traité de Paris ("Account on Moldavia's Situation After the Treaty of Paris", 1857),
- La Question religieuse en Roumanie ("The Religious Issue in Romania", 1866),

都发表在巴黎.